# Ortogramma

Esempio di ortogramma

L'ortogramma a nastro (o diagramma a nastri) è un particolare tipo di diagramma usato dagli statistici per effettuare un'indagine statistica. Si tratta di una variante dell'istogramma, in cui la frequenza assoluta è posizionata nell'asse delle ascisse, mentre le diverse variabili sono associate all'asse delle ordinate e rappresentate quindi come rettangoli a sviluppo orizzontale.

## Descrizione
Per motivi di leggibilità, i rettangoli dell'ortogramma vengono rappresentati sempre spaziati tra di loro in modo da tenere separate le singole variabili oggetto dell'analisi statistica.
Una variante dell'ortogramma può essere l'istogramma che è utilissimo per rappresentare qualsiasi tipo di dati a breve durata, perché essendo preciso non fornisce una visione di insieme come la potrebbe fornire un diagramma cartesiano, che invece riporta dati temporali spesso molto lunghi.
Se però in un'indagine statistica interessa la visione di insieme, non l'andamento e nemmeno le cifre in tutta la loro precisione, è utile tener in considerazione un quarto tipo di rappresentazione statistica: l'ideogramma.
L'ideogramma è una rappresentazione che viene espressa attraverso immagini, simboli ed icone, che appunto devono fornire "l'idea" dell'indagine che si sta svolgendo. A questi simboli si deve associare una quantità che sarà l'unità di misura che verrà poi utilizzata per svolgere i vari calcoli. È bene però ricordarsi che l'unità di misura scelta sia del tutto funzionale con i diversi dati statistici, e inoltre l'unità non si può cambiare, perché nell'indagine ce ne deve essere una sola, che deve rendere valide le varie frequenze assolute e relative, evitando così eventuali disparità fra i vari dati. È importante ricordare che in alcuni casi l'unità di misura si deve collegare ad uno spazio ben preciso, altre volte la dimensione dell'icona usata come unità di misura accresce, per evidenziare le volte che un dato qualsiasi si è presentato nell'indagine.